# اینگرید کریستیانسن
اینگرید کریستیانسن (انگلیسی: Ingrid Kristiansen؛ زادهٔ ۲۱ مارس ۱۹۵۶) دونده دو استقامت و ماراتن اهل نروژ بود.